# 農業共済新聞
農業共済新聞（のうぎょうきょうさいしんぶん）は、日本の農業専門紙。毎週水曜日発刊の週刊紙。1948年発刊。
「農家に学び、農家に返す」を編集の基本方針としている。ブランケット判（大判）10～12ページを基本に、農政や農業共済制度をめぐる動向等が載っている。